# Бротен и Гвендолин Валлийские

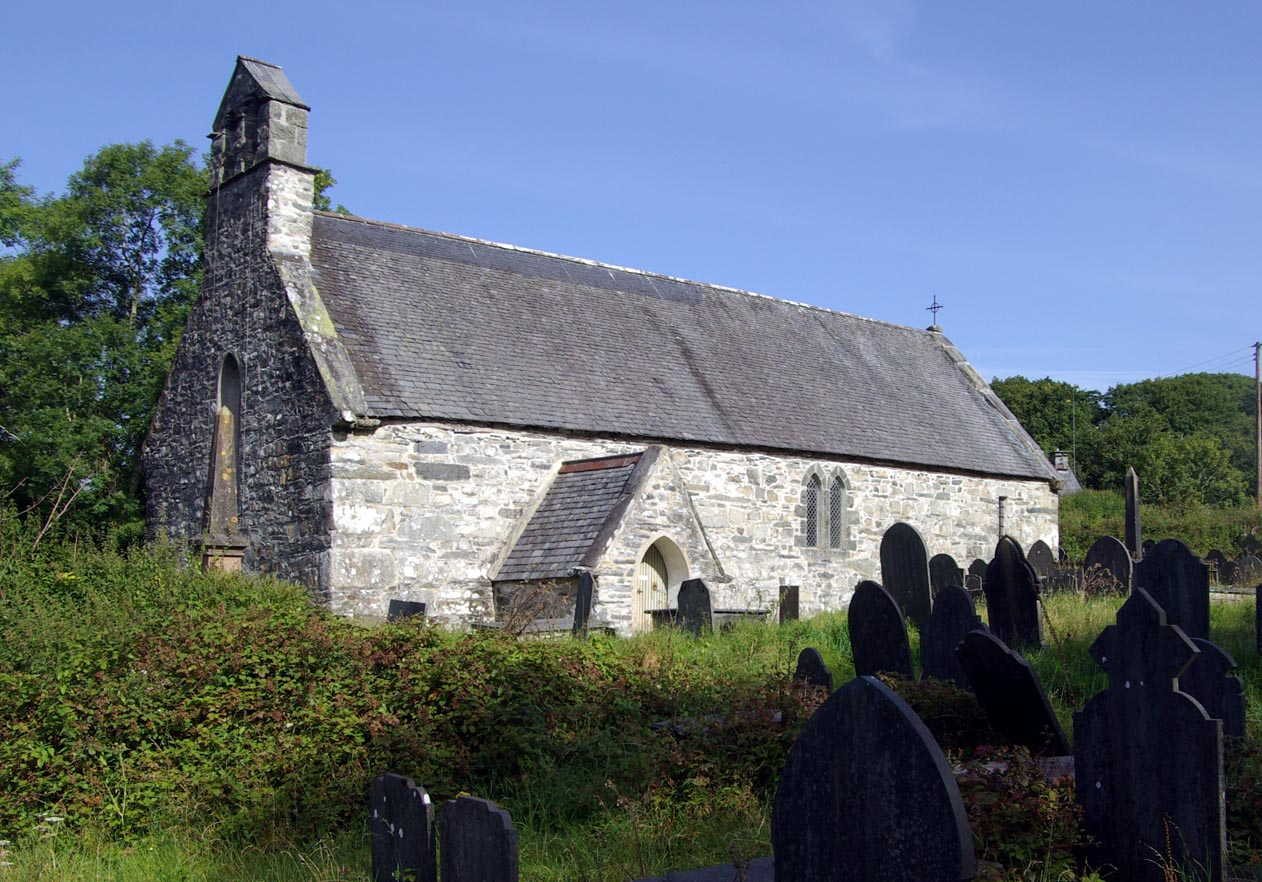
Храм святого Бротена, Ланфротен, вид с юго-запада

Бротен и Гвендолин (VI век) — валлийские святые. День памяти — 18 октября.
Почитаемые в Уэльсе святые Бротен (Brothen) и Гвендолин (Gwendolen, Gwendoline) оставили в память о себе лишь имена и географические названия. Святой Бротен считается покровителем Ланбротена (Llanbrothen, Llanfrothen), Мерионетшир. В память о святой Гвендолин, имя которой представляет собой уменьшительное от Гвен, остались Долвиделен (Dolwyddelen, Dolwyddelan) и Ланвиделен (Llanwyddelan), Монтгомеришир.